# Eliminacje do Mistrzostw Europy w Piłce Nożnej Kobiet 2009/Grupa 3
Rozgrywki Grupy 3 Eliminacji do Mistrzostw Europy w Piłce Nożnej kobiet 2009 odbyły się w dniach od 11 kwietnia 2007 do 2 października 2008. Grupa 3 była jedną z sześciu, które wyłoniły 11 finalistów Mistrzostw Europy w Piłce Nożnej Kobiet 2009. W Grupie 3 znalazły się następujące zespoły:
- Francja
- Grecja
- Islandia
- Serbia
- Słowenia

## Tabela
| Zespół   | Pkt | M | W | R | P | Br+ | Br- | +/- |
| -------- | --- | - | - | - | - | --- | --- | --- |
| Francja  | 21  | 8 | 7 | 0 | 1 | 31  | 2   | +29 |
| Islandia | 18  | 8 | 6 | 0 | 2 | 27  | 4   | +23 |
| Słowenia | 12  | 8 | 4 | 0 | 4 | 14  | 24  | -10 |
| Serbia   | 6   | 8 | 2 | 0 | 6 | 11  | 24  | -13 |
| Grecja   | 3   | 8 | 1 | 0 | 7 | 7   | 36  | -29 |

Legenda:
- kolorem zielonym oznaczono drużyny, które bezpośrednio awansowały do turnieju finałowego.
- kolorem żółtym oznaczono drużyny, które awansowały do baraży.
- kolorem czerwonym oznaczono drużyny, które nie awansowały, ani nie uzyskały awansu do baraży.

## Wyniki
| 1 kwietnia 2007 19:00 CEST | Francja · Abily 25' 40' 81' · Soubeyrand 32' · Necib 41' · Lattaf 88' | 6-0raport | Grecja | Stade Georges Pompidou, Valence Sędzia: Emilia Wnuk |
|                            |                                                                       |           |        |                                                     |

| 5 maja 2007 16:00 CEST | Słowenia | 0-5raport | Serbia · Sretenovic 57' 78' · Stanojevic 62' · Randelovic 66' · Dimitridevic 90+3' | Športni center, Dravograd Sędzia: Katalin Kulcsár |
|                        |          |           |                                                                                    |                                                   |

| 30 maja 2007 19:30 CEST | Francja · Abily 28' · Bussaglia 35' · Benak 51' (GS) · Lattaf 69' 75' · Thiney 79' | 6-0raport | Słowenia | Stade Lebon Angoulême Sędzia: Silvia Tea Spinelli |
|                         |                                                                                    |           |          |                                                   |

| 31 maja 2007 17:00 CEST | Grecja | 0-3raport | Islandia · Viðarsdóttir 9' (r.k) · Helgadóttir 14' · Samúelsdóttir 89' | Kesariani, Ateny Sędzia: Rhona Daly |
|                         |        |           |                                                                        |                                     |

| 16 czerwca 2007 16:00 CEST | Islandia · Viðarsdóttir 81' | 1-0raport | Francja | Laugardalsvöllur, Reykjavík Sędzia: Wendy Toms |
|                            |                             |           |         |                                                |

| 21 czerwca 2007 23:15 CEST | Islandia · Stefánsdóttir 3' · Lárusdóttir 23' · Jónsdóttir 58' · Viðarsdóttir 81' · Siskovic 86' (GS) | 5-0raport | Serbia | Laugardalsvöllur, Reykjavík Sędzia: Dagmar Damkova |
|                            | |           |        |                                                    |

| 25 sierpnia 2007 17:00 CEST | Serbia · Dimitridevic 71' | 1-2raport | Grecja · Panteleiadou 23' · Tsoukala 73' | Stadion Kralj Petar I, Belgrad Sędzia: Nadezhda Ulyanovskaya |
|                             |                           |           |                                          |                                                              |

| 26 sierpnia 2007 17:00 CEST | Słowenia · Benak 13' · Milenkovic 14' (r.k)) | 2-1raport | Islandia · Viðarsdóttir 5' | Športni center, Dravograd Sędzia: Ilonka Milanova Djaleva |
|                             |                                              |           |                            |                                                           |

| 27 października 2007 13:30 CEST | Serbia | 0-8raport | Francja · Traïkia 12' · Abily 25' · Necib 56' · Brétigny 62' · Thomis 64', 68' · Thiney 72' · Bussaglia 73' | Kralj Petar I, Belgrad Sędzia: Kateryna Morzul |
|                                 |        |           | |                                                |

| 31 października 2007 14:00 CEST | Słowenia | 0-2raport | Francja · Bussaglia 67' · Thomis 81' | Športni center, Dravograd Sędzia: Ann Helen Østervold |
|                                 |          |           |                                      |                                                       |

| 23 kwietnia 2008 16:30 EEST | Grecja | 0-5raport | Francja · Soubeyrand 39' · Herbert 49' · Bompastor 70' · Petit 85' · Thomis 90' | Yiannis Pathiakakis Stadium Ateny Sędzia: Sandra Braz Bastos |
|                             |        |           |                                                                                 |                                                              |

| 3 maja 2008 16:30 CEST | Serbia | 0-3raport | Słowenia · Zver 58' 85' 88' | Gradski Zemun, Belgrad Sędzia: Paloma Quintero Siles |
|                        |        |           |                             |                                                      |

| 8 maja 2008 15:00 CEST | Francja · Brétigny 53' 71' | 2-0raport | Serbia | Stade Fred Aubert, Saint-Brieuc Sędzia: Ausra Tvarijonaite |
|                        |                            |           |        |                                                            |

| 28 maja 2008 17:00 CEST | Serbia | 0-4raport | Islandia · Viðarsdóttir 3' 68' · S. Gunnarsdóttir 47' · Omarsdottir 70' | Stadion Čika Dača, Kragujevac Sędzia: Alexandra Ihringova |
|                         |        |           |                                                                         |                                                           |

| 28 maja 2008 17:30 CEST | Słowenia · Benak 36' · Zver 38' · Petrovic 90+1' | 3-1raport | Grecja · Arvanitaki 31' | Športni center, Dravograd Sędzia: Paula Thörn |
|                         |                                                  |           |                         |                                               |

| 21 czerwca 2008 16:00 CEST | Islandia · Viðarsdóttir 3'(r.k). 25' 50' · Jónsdóttir 62' · Omarsdottir 88' | 5-0raport | Słowenia | Laugardalsvöllur, Reykjavík Sędzia: Sjoukje De Jong |
|                            |                                                                             |           |          |                                                     |

| 26 czerwca 2008 18:30 CEST | Islandia · S Gunnarsdóttir 3' · Magnusdottir 13' 53' 56' · Viðarsdóttir 30' 68' · Omarsdottir 66' | 7-0raport | Grecja | Laugardalsvöllur, Reykjavík Sędzia: Anja Kunick |
|                            |                                                                                                   |           |        |                                                 |

| 27 września 2008 15:00 CEST | Grecja | 0-5raport | Serbia · Dimitridevic 5', 24' · Sretenovic 11', 76' · Malimic 83' | Yiannis Pathiakakis Stadium, Ateny Sędzia: Silvia Tea Spinelli |
|                             |        |           |                                                                   |                                                                |

| 27 września 2008 16:00 CEST | Francja · Soubeyrand 6' · Herbert 50' | 2-1raport | Islandia · Jónsdóttir 47' | Henri Desgrange Stadium, La Roche-sur-Yon Sędzia: Dagmar Damkova |
|                             |                                       |           |                           |                                                                  |

| 2 października 2008 15:00 CEST | Grecja · Adamaki 26', 88' · Papadopoulou 63' · Panteleiadou 76' | 4-6raport | Słowenia · Zver 14', 83', 85' · Milkovič 19', 47' · Maleševič 78' | Akratitos, Ateny Sędzia: Kirsi Savolainen |
|                                |                                                                 |           |                                                                   |                                           |